# Paullinia revoluta
Paullinia revoluta é uma espécie de  planta do gênero Paullinia e da família Sapindaceae.

## Taxonomia
A espécie foi descrita em 1896 por Ludwig Radlkofer.
O seguinte sinônimo já foi catalogado:  
- Paullinia riodocensis  Somner

## Forma de vida
É uma espécie terrícola e trepadeira.

## Conservação
A espécie faz parte da Lista Vermelha das espécies ameaçadas do estado do Espírito Santo, no sudeste do Brasil. A lista foi publicada em 13 de junho de 2005 por intermédio do decreto estadual nº 1.499-R.

## Distribuição
A espécie é endêmica do Brasil e encontrada nos estados brasileiros de Alagoas, Bahia, Espírito Santo, Minas Gerais, Paraná, Rio de Janeiro e Sergipe.
A espécie é encontrada no domínio fitogeográfico de Mata Atlântica, em regiões com vegetação de caatinga, floresta estacional semidecidual, floresta ombrófila pluvial e restinga.